# Mitracarpus
Mitracarpus es un género con 48 especies de plantas con flores del orden de las Gentianales de la familia de las Rubiaceae. Es nativa de Suramérica.

## Descripción
Hierbas, sufrútices o arbustos bajos; plantas hermafroditas. Hojas opuestas, sin domacios; subsésiles; estípulas interpeciolares y unidas a los pecíolos, persistentes, setosas, truncadas a redondeadas con 3-15 cerdas. Flores varias en glomérulos axilares y terminales, bracteadas, homostilas o distilas; limbo calicino 4-5-lobado; corola infundibuliforme a hipocrateriforme, blanca, barbada en la garganta, lobos 4-5, valvares; ovario 2-locular, óvulo 1 por lóculo. Fruto una cápsula circuncísil, subglobosa a elipsoide, cartácea a subleñosa, seca; semillas elipsoides a oblatas, lisas, con una cicatriz en forma de X.

## Especies más conocidas
- Mitracarpus hirtus
- Mitracarpus maxwelliae
- Mitracarpus polycladus
- Mitracarpus scaber
- Mitracarpus scabrum

## Taxonomía
Mitracarpus fue descrita por Joseph Gerhard Zuccarini y publicado en Mantissa 3: 210, 399, en el año 1827. La especie tipo es: Mitracarpus scaber Zucc.
Sinonimia
- Schizangium, Staurospermum